# Бертран VI де Ла Тур-д’Овернь

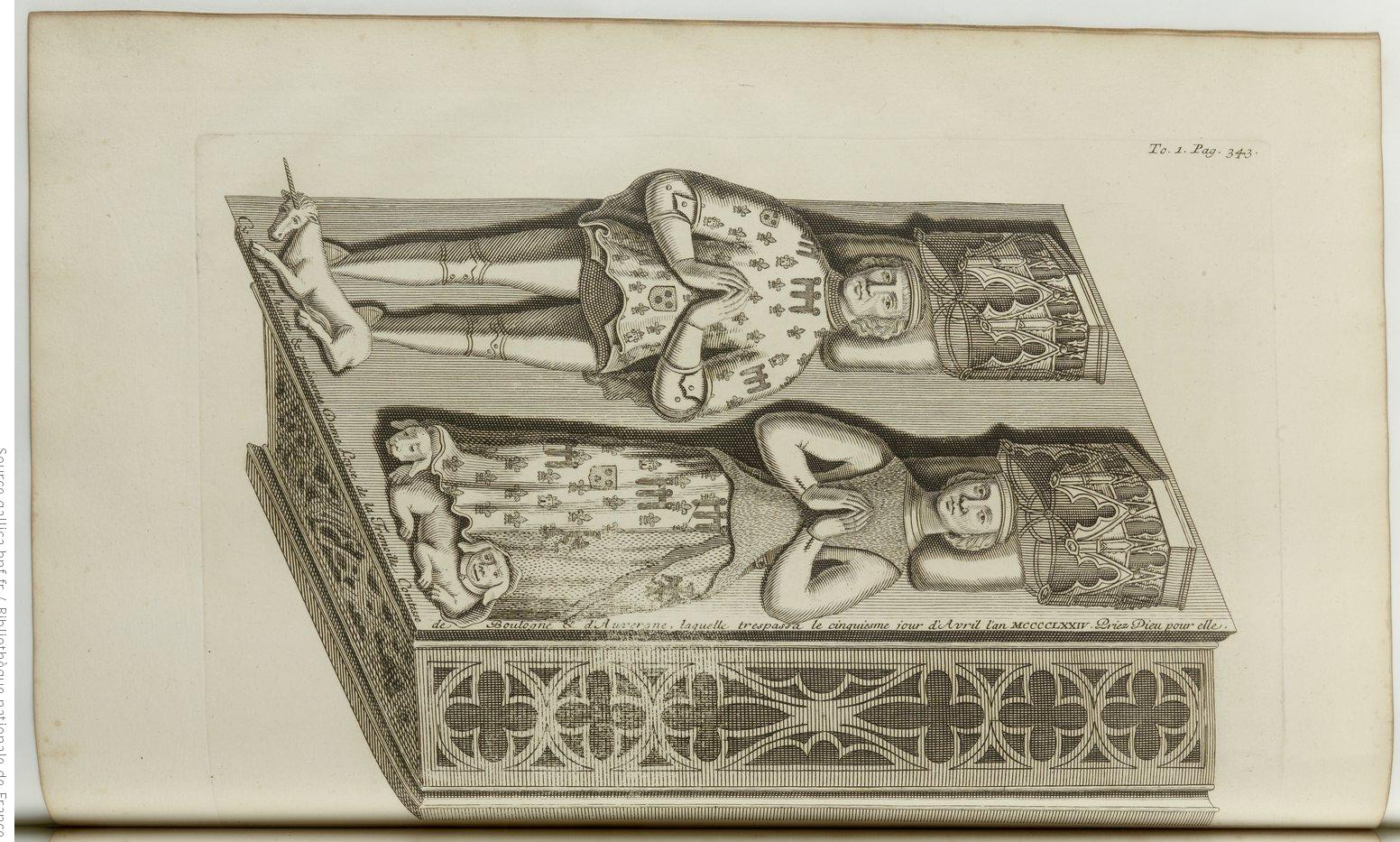
Могила Бертрана VI и его жены Луизы де Тремуй в аббатстве Буше-Волюизан

Бертран VI (Bertrand VI de La Tour d’Auvergne) (1417 — 26 сентября 1497) — граф Оверни с 1461, титулярный граф Булони в 1461—1477, граф Лорагэ с 1477.
Сын Бертрана V де Ла Тур д’Овернь и его жены Жакетты дю Пешен.
Наследовал отцу в 1461 г. После гибели Карла Смелого (1477) предъявил права на Булонь, захваченную бургундскими герцогами, но по предложению короля Людовика XI обменял её на сеньорию Лорагэ, возведенную в статус графства.
Женился 30 января 1444 года на Луизе де Ла Тремуй. Дети:
- Жан IV, граф Оверни и Лорагэ
- Франсуаза, жена Жильбера де Шабанна
- Жанна, жена Эймара де Пуатье
- Анна (ум. 1512), жена Александра Стюарта герцога Олбани
- Луиза, жена Клода де Блэзи, виконта д’Арнэ